# Heteropygoplus sublaevis
Heteropygoplus sublaevis is een hooiwagen uit de familie Assamiidae.